# 栃尾市

長岡市における平成の大合併。当市は東部に位置した。

栃尾市（とちおし）は、かつて新潟県に存在した市。2006年1月1日長岡市に編入されて消滅した。豊富な湧水や「栃尾のあぶらげ」（油揚げ）、上杉謙信ゆかりの地として知られている。

## 概要

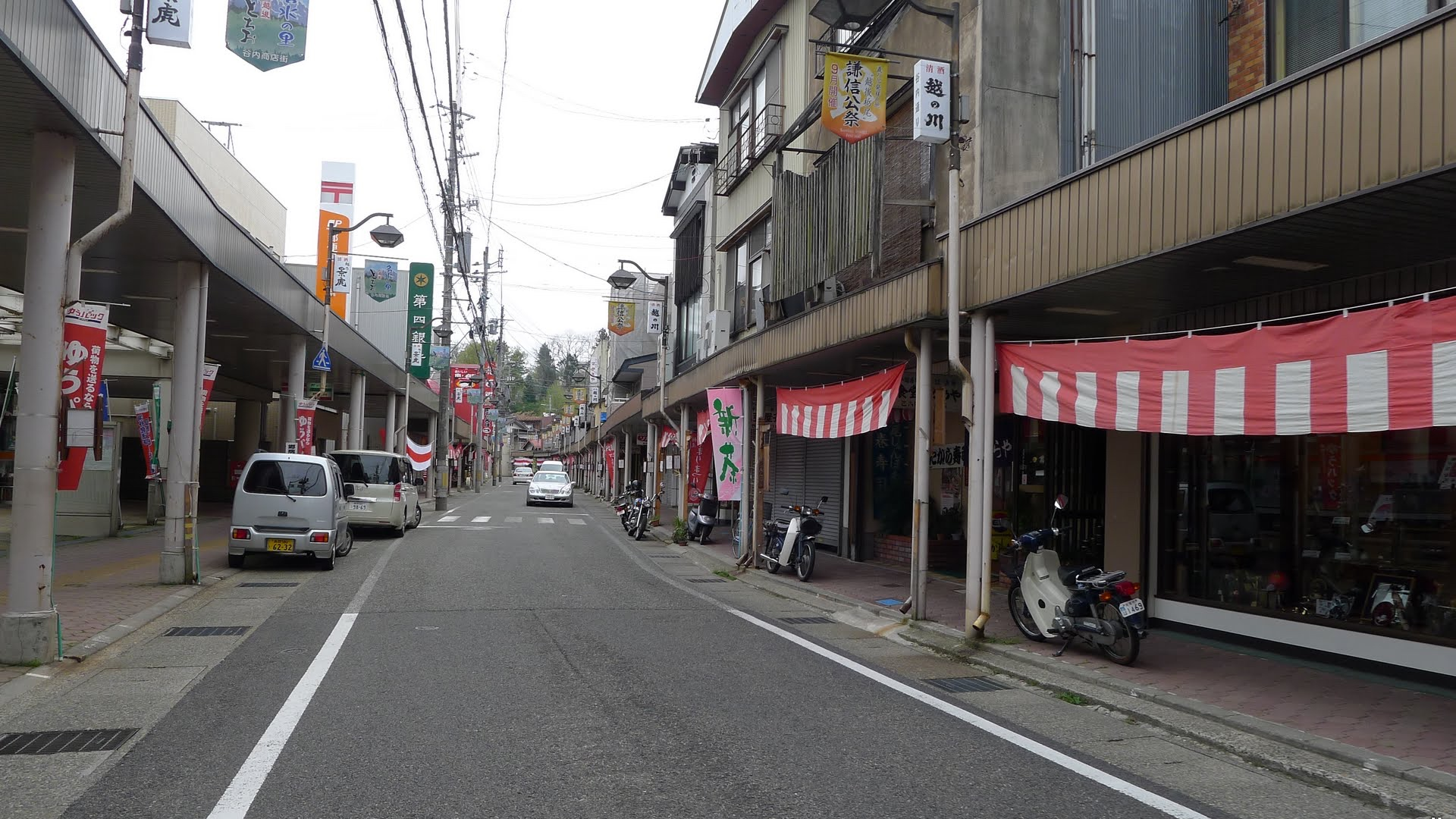
栃尾中心街（谷内通り、合併後の2012年撮影）

刈谷田川と西谷川の合流点に広がる平地に市街地が形成されており、中心街は中世の山城・栃尾城麓の城下町として発展し、近世には長岡藩の代官所が置かれた。古くから繊維産業が盛んであり、「栃尾紬」として知られている。
中心街は雁木のまち並みが多く残っており、表町地区では1990年代末から新潟大学工学部建設学科と共同で雁木を活かしたまちづくりプロジェクトが行われている。
長岡市への通勤率は20.7%（平成17年国勢調査）

## 地理

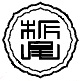
旧・栃尾市章

新潟県のほぼ中央に位置する。長岡東山連峰を境に越後平野と隣接した栃尾盆地の中央に、守門岳西面を水源地とし信濃川に至る刈谷田川とその支流の西谷川が合流する。市域はこれらの流域に加え、同じく刈谷田川支流の塩谷川、稚児清水川の流域を合わせたかたちとなる。冬季は積雪量が多く、山間部では積雪深4 m超を記録した年もある。

### 隣接していた自治体
- 長岡市
- 見附市
- 三条市
- 魚沼市

## 歴史

### 市域の変遷
- 1889年（明治22年）4月1日 - 町村制施行に伴い古志郡栃尾村、一ノ渡戸村、山田村が合併し、橡尾町（とちおまち）が発足。
- 1911年（明治44年）7月1日 - 尾町に表記を変更[6][7][注釈 2]。しかし、より平易な栃尾町と表記されることが多かった[8]。
- 1939年（昭和14年）7月1日 - 古志郡荷頃村の一部を編入。
- 1954年（昭和29年）
  - 3月31日 - 古志郡上北谷村が二分割され、栃尾町と南蒲原郡見附町へ編入され消滅。見附町は即日市制施行し見附市となる。
  - 6月1日 - 古志郡下塩谷村、上塩谷村、東谷村、荷頃村を編入し、即日市制施行して栃尾市となる。
- 1955年（昭和30年）3月31日 - 古志郡西谷村、入東谷村を編入。
- 1956年（昭和31年）9月30日 - 古志郡中野俣村、半蔵金村を編入。
- 2006年（平成18年）1月1日 - 長岡市に編入されて消滅。（住民投票の結果：賛成9655票、反対5193票。投票率は72・46%.）

### 出来事
- 1915年（大正4年）2月14日 - 栃尾鉄道（後の越後交通栃尾線）開業。
- 1926年（大正15年）7月 - 栃尾郷大水害発生、死者・不明者87名[注釈 3]。
- 1962年（昭和37年）3月16日 - 新山で雪崩を伴う地すべりが発生。住宅2棟が全壊して6人が死亡[9]。
- 1968年（昭和43年）11月18日 - NHK大河ドラマ「天と地と」常安寺、城山などでロケ撮影。
- 1972年（昭和47年）5月 - 山形県白鷹町と姉妹都市宣言。
- 1973年（昭和48年）4月16日 - 越後交通栃尾線の区間廃止に伴い、鉄道が走らない市となる。
- 1977年（昭和52年）5月 - 栃尾市史刊行。
- 1979年（昭和54年）10月14日 - 第一回守門マラソン開催。
- 1980年（昭和55年）5月15日 - 刈谷田川ダム完工式。
- 1983年（昭和58年）9月12日 - 栃尾市文化センター（図書室など）完成[10]。
- 1986年（昭和61年）10月 - 県道19号線楡原トンネル開通。
- 1987年（昭和62年）9月1日 - 一部地域にて下水道使用開始。
- 1988年（昭和63年）8月 - 国道351号線新榎トンネル開通。
- 1998年（平成10年）　　
  - 5月 - 産業交流センター「おりなす」竣工。
  - 11月5日 - 秋葉トンネル、出雲橋開通。
- 1999年（平成11年）7月30日 - 道の駅R290とちお開業。
- 2002年（平成14年）
  - 3月23日 県道19号線松葉橋完成。
  - 3月25日 県道138号線栃尾トンネル完成。
- 2003年（平成15年）3月27日 - 楡原に栃尾市リサイクルセンター竣工。

## 人口
栃尾市（に相当する地域）の人口推移（ただし昭和22年以前の数値は推定）。
| \| 1920年（大正9年） \| 33,212人 \| \| \| 1925年（大正14年） \| 33,909人 \| \| \| 1930年（昭和5年） \| 34,118人 \| \| \| 1935年（昭和10年） \| 34,341人 \| \| \| 1940年（昭和15年） \| 33,918人 \| \| \| 1947年（昭和22年） \| 38,530人 \| \| \| 1950年（昭和25年） \| 39,029人 \| \| \| 1955年（昭和30年） \| 38,455人 \| \| \| 1960年（昭和35年） \| 37,681人 \| \| \| 1965年（昭和40年） \| 36,013人 \| \| \| 1970年（昭和45年） \| 34,431人 \| \| \| 1975年（昭和50年） \| 32,324人 \| \| \| 1980年（昭和55年） \| 30,694人 \| \| \| 1985年（昭和60年） \| 29,692人 \| \| \| 1990年（平成2年） \| 27,809人 \| \| \| 1995年（平成7年） \| 26,390人 \| \| \| 2000年（平成12年） \| 24,704人 \| \| \| 2005年（平成17年） \| 23,168人 \| \| \| 2010年（平成22年） \| 21,004人 \| \| \| 2015年（平成27年） \| 18,761人 \| \| |          |  |
| 出典：総務省統計局 e-Stat / 国勢調査 |          |  |
| 1920年（大正9年） | 33,212人 |  |
| 1925年（大正14年） | 33,909人 |  |
| 1930年（昭和5年） | 34,118人 |  |
| 1935年（昭和10年） | 34,341人 |  |
| 1940年（昭和15年） | 33,918人 |  |
| 1947年（昭和22年） | 38,530人 |  |
| 1950年（昭和25年） | 39,029人 |  |
| 1955年（昭和30年） | 38,455人 |  |
| 1960年（昭和35年） | 37,681人 |  |
| 1965年（昭和40年） | 36,013人 |  |
| 1970年（昭和45年） | 34,431人 |  |
| 1975年（昭和50年） | 32,324人 |  |
| 1980年（昭和55年） | 30,694人 |  |
| 1985年（昭和60年） | 29,692人 |  |
| 1990年（平成2年） | 27,809人 |  |
| 1995年（平成7年） | 26,390人 |  |
| 2000年（平成12年） | 24,704人 |  |
| 2005年（平成17年） | 23,168人 |  |
| 2010年（平成22年） | 21,004人 |  |
| 2015年（平成27年） | 18,761人 |  |

## 行政

### 歴代市長
| 代 | 氏名       | 就任年月日 | 退任年月日 |
| -- | ---------- | ---------- | ---------- |
| 1  | 皆川信吾   | 1954年4月  | 1961年5月  |
| 2  | 千野勝司   | 1961年5月  | 1966年11月 |
| 3  | 山井龍三郎 | 1966年11月 | 1970年11月 |
| 4  | 渡辺芳夫   | 1970年11月 | 1986年11月 |
| 5  | 杵渕衛     | 1986年11月 | 2002年11月 |
| 6  | 馬場潤一郎 | 2002年11月 | 2006年3月  |

## 経済

### 産業
- 農業：稲作[11]
- 製造品：繊維、油揚げ、日本酒[11]

繊維製品
平坦地に乏しく米の収穫量に限界があった山間部では農家が養蚕・機織りや染色を行い、栃尾紬の産地として広く知られていた。明治維新以降は集約化が進み、関係企業がひしめくこととなった。和服の需要減少により栃尾の繊維産業は織物、ニット製品が主力となった。戦後は高度成長期を迎え好調であったが円高の進行により海外との競争が激化。出荷高も昭和59年をピークに下降、撤退する業者も出た。
油揚げ
紬に代わり、栃尾という地名がブランド化して定着した商品である。通常の物とは厚みや長さが全く異なる油揚げのルーツは、馬の商談に訪れた農民や馬喰たちが手づかみで食べやすいように変化したものという説が一般的である。

### 商業
- とちおショッピングモール トッピイ - 食品スーパーのマルイと地元商業者が主導となり、22,127 ㎡の敷地に本棟・別棟計6,520 ㎡の平屋の建物と450台の駐車場、25のテナントを備えたショッピングセンターとして2000年（平成12年）4月にオープン[12]。

## 姉妹都市・提携都市
- 白鷹町（山形県）
上杉謙信による歴史的繋がりや企業の繋がり、共通する地勢などから1972年（昭和47年）5月11日姉妹都市提携[13]。

## 教育
小学校
- 栃尾市立 上塩小学校
- 栃尾市立 下塩小学校
- 栃尾市立 栃尾東小学校
- 栃尾市立 栃尾南小学校
- 栃尾市立 中野俣小学校
- 栃尾市立 荷頃小学校
- 栃尾市立 西谷小学校
- 栃尾市立 東谷小学校

合併以前の廃校については新潟県小学校の廃校一覧を参照。
中学校
- 栃尾市立 秋葉中学校
- 栃尾市立 刈谷田中学校

合併以前の廃校については新潟県中学校の廃校一覧を参照。
高等学校
- 新潟県立栃尾高等学校

## 交通

栃尾地域および周辺のバス路線図。

### 鉄道
越後交通栃尾線（1973年4月16日廃止）
楡原駅 - 栃尾駅

### バス
- 越後交通 - 栃尾駅跡に栃尾営業所が置かれている。長岡方面とを結ぶ路線や、旧栃尾市域内の路線を数多く運行している。

### 道路
一般国道
市内を走る一般国道
国道290号
国道351号
県道（主要地方道）
新潟県道9号長岡栃尾巻線
新潟県道19号見附栃尾線
新潟県道24号栃尾山古志線
新潟県道57号栃尾守門線
道の駅
道の駅R290とちお

## 名所・旧跡・観光スポット・祭事・催事
- 雁木のまち並み
- 栃尾城跡
- 秋葉公園 - 上杉謙信公銅像がある
- 栃堀巣守神社 - 裸押合大祭 - 2月

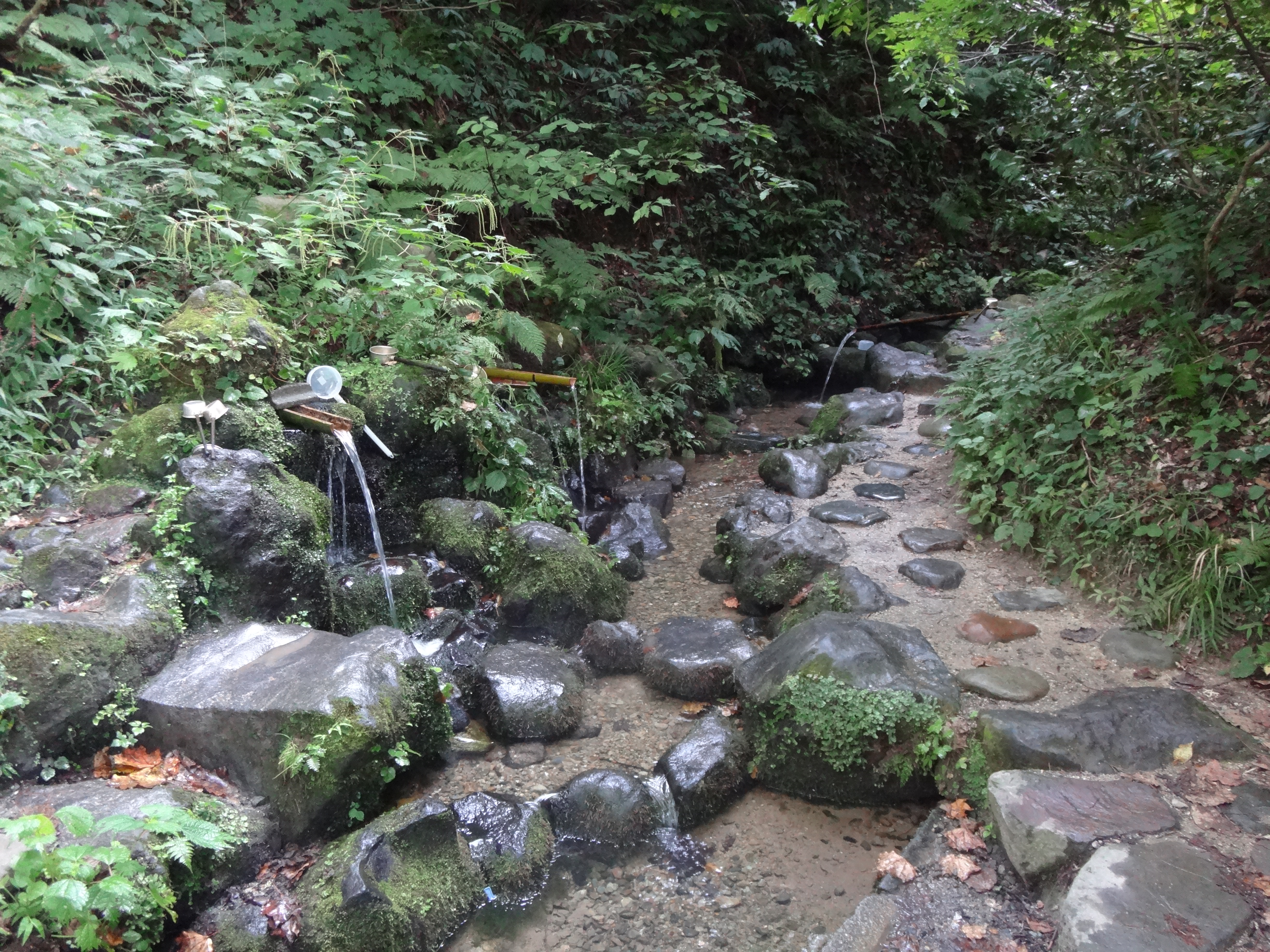
杜々の森名水公園

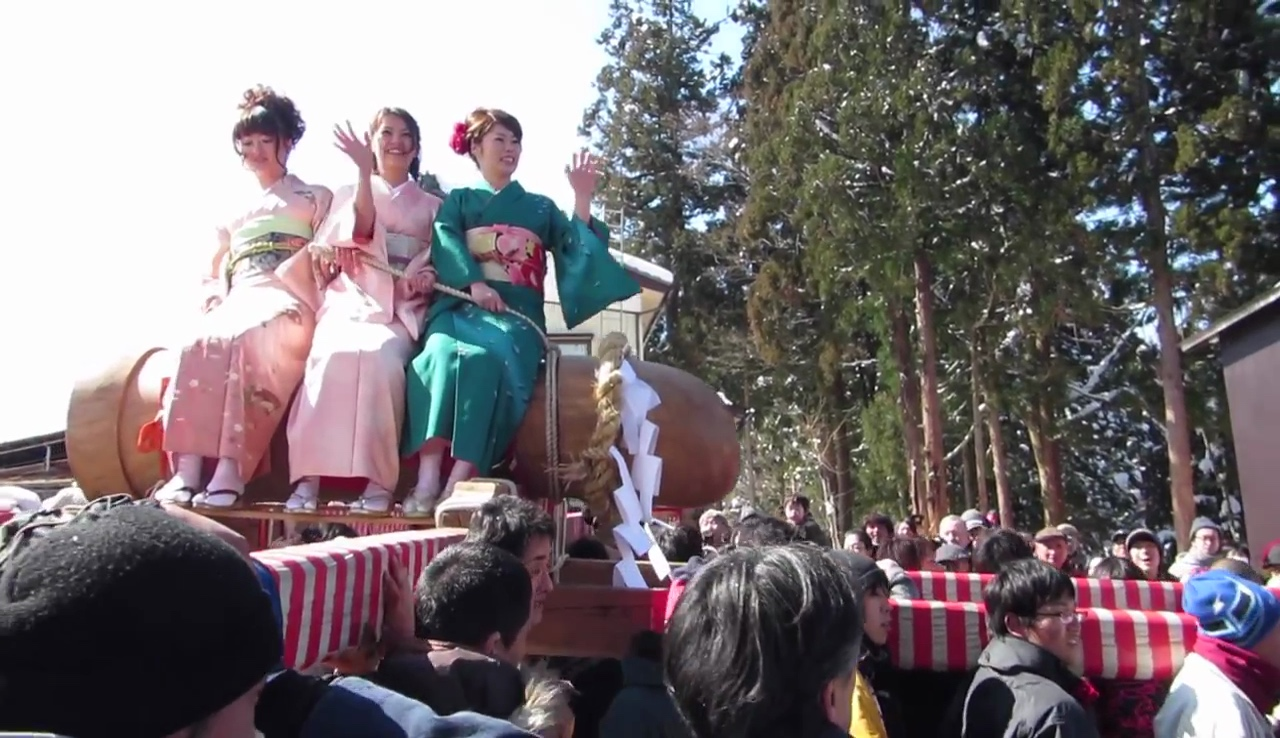
ほだれ祭

- ほだれ祭 - 男性器を象った御神体に跨る - 3月
- 上来伝菅原神社 - 12月に「来伝天神合格祈願祭」が行われ、神社に至る道は「合格街道」と称されている[14]。
- 杜々の森名水公園
  - 杜々森湧水（名水百選）
- 羽黒神社
- 高徳寺 - 源義経を追う際、ここで没したとされる静御前の墓が存在する
- 栃尾市美術館

## 娯楽
- とちおファミリースキー場 - 栃堀のふるさと交流広場に1998年オープン[15]。
- 道院自然ふれあいの森 - 新潟県指定青少年教育キャンプ地[16]。1950年代に道院湖畔に「道院ヒュッテ」が完成[17]。1980年代半ばには遊歩道や管理棟「道院荘」などが[18][19]、1990年代半ばにはグレステンスキー場（夏スキー）や食堂棟、オートキャンプ場、宿泊施設の「ロッジ道院」などが整備された[20][21][22]。
- 栃尾劇場 - 1969年の栃尾市では唯一の映画館[注釈 6]。

## 出身有名人
- 今井啓介（プロ野球選手、広島東洋カープ所属）
- いまなりあきよし（歌手）
- 大崎仁 （元文化庁長官、元東京国立近代美術館館長）[24]
- 佐々木美佳子（アナウンサー、新潟放送）
- 佐藤亜紀（作家）
- 外山脩造（実業家、政治家）阪神電鉄元社長、元衆議院議員
- 韮沢靖（造型師、キャラクターデザイナー、イラストレーター）
- 三国一夫（俳優、代表作はNHKの連続テレビ小説『走らんか!』など** マーキュリーマネイジメント所属 モデル事務所））
- 渡辺秀央（政治家）